# Bidessonotus caraibus
Bidessonotus caraibus is een keversoort uit de familie waterroofkevers (Dytiscidae). De wetenschappelijke naam van de soort is voor het eerst geldig gepubliceerd in 1863 door Chevrolat.